# Isabel María Pérez
Isabel María Pérez (Jaén, 1958) es una actriz española.

## Biografía
Nació en la ciudad de Jaén. Se casó con Francisco Javier Cruz en 1980 y tiene cuatro hijos: Isabel María, Lara, Raquel y Francisco Javier que también es actor de voz
Debutó Televisión española con tan sólo cuatro años recitando en el programa Plaza de España (1962), que conducía Tico Medina, donde Chicho Ibáñez Serrador la vio y la llamó para protagonizar el espacio "El lobo" en ese mismo año. En los años siguientes, intervendría con cierta asiduidad en diversos espacios dramáticos de TVE, destacando el episodio El asfalto (1966), de Chicho Ibáñez Serrador dentro de la serie Historias para no dormir; la novela Hellen Keller (1967), de Juan Guerrero Zamora; El pato salvaje (1969) y La asunción de Hannele (1970), ambas dentro del espacio Teatro de siempre y dirigidas por José Antonio Páramo. En Estudio 1 destaca su interpretación en la obra Verano y humo (1976) dirigida por Alberto González Vergel.
Su momento de mayor popularidad coincide con la emisión de la serie de enorme éxito La casa de los Martínez (1966-1970), en la que dio vida a Carmencita, la hija menor del matrimonio formado por Julia Martínez y Carlos Muñoz.
En cine, intervino en cerca de una decena de títulos, entre los que destacan 10:30 P.M. Summer (1966), de Jules Dassin, La casa de los Martínez (1971), de Agustín Navarro, Las adolescentes (1975), de Pedro Masó, Madres solteras (1975), de Antonio del Amo y Los claros motivos del deseo (1977), de Miguel Picazo, su última interpretación cinematográfica.
A partir de 1975 se dedicó casi exclusivamente al teatro donde ha intervenido en gran cantidad de obras. entre las que cabe destacar: Celos del aire, Aurelia y sus hombres, La herida luminosa (1975);Los intereses creados (1976); Historias íntimas del Paraíso (1977); Violines y trompetas, Que viene mi marido (1980); Los buenos días perdidos (1982); La ilustre fregona (1983); La balada de los tres inocentes (1984); La venganza de la Petra (1985); ¿Quién teme a Virginia Woolf? (1986); Amado Herbert (1987); La tetera (1992) y La ley de la selva (2003).

## Teatro
- La ley de la selva ( 2002).  Como Guadalupe
- Desde Toledo a Madrid (1996).  Como Dña. Mayor
- La tetera (1994).  Como Mari
- Amado Herbert (1988).  Como Maite
- ¿Quién teme a Virginia Woolf? (1987).  Como Honey
- La locura de Don Juan (1985)
- La venganza de la Petra (1985).  Como Petra
- Anacleto se divorcia (1985).  Como Gracia
- La ilustre fregona (1984).  Como Costanza
- La balada de los tres inocentes (1983).  Como María
- Milagro en casa de los López (1983).  Como Elvira
- Las de Caín (1982).  Como Marucha
- Los buenos días perdidos (1982).  Como Consuelito
- Violines y trompetas (1982).  Como María
- A toda presión (1982).  Como Julia
- Que viene mi marido (1979).  Como Marita
- Historias íntimas del Paraíso (1979).  Como Eva
- Kitú (1978)
- Los intereses creados (1976).  Como Colombina
- La herida luminosa (1975)
- Celos del aire (1975).  Como Isabel
- Aurelia y sus hombres (1975)
- Los peces rojos (1974).  Como Margarita

## Filmografía

### Largometrajes
- 10:30 P.M. Summer, 1966. Como Judith.
- Aventura en el palacio viejo, 1967.
- Aventura en el laboratorio, 1967. Como Mary.
- La casa de los Martínez, 1971. Como Carmencita
- Madres solteras, 1975.
- Las adolescentes, 1975. Como Chris.
- Las camareras, 1976.
- Los claros motivos del deseo, 1977.
- El fascista, la beata y su hija desvirgada, 1978. Como Virtudes.

### Televisión
- Estudio 3
  - Episodio del 2 de marzo de 1964
- Especial Nochebuena 1964: Noche de paz.
- Historias para no dormir
  - El lobo (1962)
  - Los bulbos (1962)
  - El cohete(1965)
  - El asfalto (1966)
- Novela
  - Juana la loca (1963) Como Infanta Catalina
  - Tom Sawyer (1964) Como Amy
  - Siempre en capilla (1964)
  - Helen Keller (1965) Como Hellen Keller
  - El amigo Manso (1966)
  - Leyenda de Navidad (1966) Como Girl
  - La casa sin hombre (1969)
  - Jane Eyre (1969) Como Elena Burns
  - Una sueca de leyenda (1971)
  - Entre visillos (1974) Como Alicia Sampelayo
  - Maruja (1975)
  - Diario de una institutriz (1975)
- Series
  - La casa de los Martínez, 1966-1970. Como Carmencita.
  - Televisión Escolar (1965)
  - Biblioteca joven (1966)
  - Biblioteca infantil(1966)
  - Los Chiripitifláuticos (1970)
  - Las viudas
    - Viuda romántica (1977). Como Juana
- Estudio 1
  - La dama del alba (1966)
  - El enfermo imaginario (1968). Como Luisa
  - El padre Pitillo (1969)
  - El abuelo (1969). Como Dolly
  - Verano y humo (1974). Como Nellie Ewell
  - El sí de las niñas (1975). Como Dª Francisca.
  - El sexo débil ha hecho gimnasia (1979). Como Pancha.
  - La boda de la chica (1980)
- Teatro de siempre
  - El pato salvaje (1970). Como Eduvigis
  - La Asunción De Hannele (1972). Como Hannele

### Radio
- Curso de Español para la BBC de Londres.
- La España árabe. Programa cultural para Radio Nacional de España (R.N.E).
- Cecilia Valdés. En Cecilia. Novela. R.N.E.
- Dafnis y Cloe. En Cloe. Novela. R.N.E.
- Historias de medianoche. Serie. R.N.E.
- La vida como viene. Serie. R.N.E.
- Teatro breve. Serie. R.N.E
- Shangay Hotel. Novela. R.N.E
- Madre, el drama padre. Teatro. R.N.E.

### Doblaje
- Locuciones para varios documentales de Radio Televisión Española (T.V.E.).
  - La Sabina. Dtor. José Luis Borau.
  - Tierra de rastrojos.
- Diversos anuncios para T.V.